# Formatie van Velp
De Formatie van Velp is een serie gesteentelagen in de diepere ondergrond van het noorden van België, in het westen van het Kempens Bekken. De formatie behoort tot het Onder-Carboon (Dinantiaan) en de Kolenkalk. Ze komt nergens aan de oppervlakte. De naam komt van het riviertje de Velp.

## Beschrijving
De Formatie van Velp bestaat voornamelijk uit kleiige kalksteen. De kleur is donker- tot lichtgrijs. Deze heeft pellets of bioklasten als klasten en is voornamelijk wackestone of grainstone. Het middendeel van de formatie is kleiiger. Aan de basis kan de formatie uit dolomietbanken bestaan. Op andere plaatsen komen crinoïdenkalkbanken aan de basis voor. De facies van de formatie is een typisch carbonaatplatform.
Fossielen van koralen en foraminiferen plaatsen de formatie in het bovenste deel van het Arundiaan, een subetage van het Viséaan. Dat betekent een ouderdom van ongeveer 339 miljoen jaar.
Omdat de Formatie van Velp alleen uit boringen bekend is, is de maximale dikte onzeker. De grootste dikte van 131 meter werd aangeboord bij Booischot. De dikte lijkt lateraal sterk te variëren als gevolg van erosie.

## Stratigrafische correlaties
De Formatie van Velp ligt bovenop bleekgrijze oölietenkalk van de Formatie van Steentje-Turnhout of de kleisteen en zandsteen van de Formatie van Kessel. De top van de Formatie van Velp is een erosievlak, waar boven op de rif-boundstone, wackestone of modderkalksteen van de Formatie van Loenhout is afgezet. Waar de laatste formatie ontbreekt liggen er jongere afzettingen boven op de Formatie van Loenhout.
In het uiterste oosten van het Kempens Bekken komt de Formatie van Velp niet voor. In het gebied ten zuiden van Maastricht is in boringen in plaats daarvan de contemporaine Formatie van Berneau aangetroffen, die naast bioklast- en pelletkalksteen ook meer kleiige turbidietafzettingen bevat. De facies van deze formatie is de carbonaathelling; het afzettingsmilieu was in het oosten dieper.